# サーシャ・ブヤチッチ
サーシャ・ブヤチッチ（Saša Vujačić）こと, アレクサンダル・ブヤチッチ（Aleksandar Vujačić、1984年3月8日 - ）は、スロベニアのプロバスケットボール選手。ポジションはシューティングガード、ポイントガード。身長201cm、体重93kg。

## 経歴
バスケットボールのコーチである父に支えられ、16歳でセリエAのスナイデロ・ウーディネにてプロデビューした。2002年にはU-18スロベニア代表の一員としてU-18欧州選手権で銀メダルを獲得した。
その後、2004年のNBAドラフトにて1巡目27位でロサンゼルス・レイカーズより指名され、NBA入りを果たした。2006-07シーズンには、対ダラス・マーベリックス戦において、当時13連勝中であったマーベリックスを破るクラッチシュートを決めた。
2007-08シーズンには1試合平均8.8得点、3ポイント成功率43%を記録し、デンバー・ナゲッツ戦およびトロント・ラプターズ戦でキャリアハイの22得点を挙げた。さらに、NBAファイナル第3戦ではベンチスタートながら20得点し、勝利に貢献。チームメイトのコービー・ブライアントは「『ザ・マシン』が、まるで機械のようにプレーした」と評した。しかし、2008-2009シーズン、2009-2010シーズンでは成績を落としたが、2年連続でNBAチャンピオンを経験した。
2010年10月、プロ女子テニスプレーヤーのマリア・シャラポワと婚約したことを発表したが、2012年に婚約を解消した。
2011年以降はNBAを離れ、ユーロリーグなどでプレーしていたが、2015年7月31日にニューヨーク・ニックスと1年契約を結んだ。
2017年8月28日、セリエAのフィアット・トリノと契約した。
佐賀県佐賀市を本拠地とする、Bリーグ参入を目指す「佐賀BALLOONERS」のアンバサダーに就任する。

## プレースタイル
ヨーロッパでプレーしていた時はポイントガードだったが、レイカーズではシューティングガードとしてトライアングル・オフェンスの一角を担い、出場機会を増やした。正確な長距離シュートを武器とし、そのことからロサンゼルス・タイムズが「ザ・マシン」とあだ名した。しかし、フィジカルの弱さが課題である。

## その他
ゴラン・ドラギッチとは、同じスロベニア出身ながら幼い頃から非常に仲が悪く、お互いにスロベニア代表で一緒にプレーするのを拒否する程である。ドラギッチがフェニックス・サンズに所属していた2010年のNBAプレーオフでのカンファレンスファイナルでは、お互いに激しいマッチアップとトラッシュトークを繰り広げた。その我を忘れんばかりのあまりの激しさにコービー・ブライアントも、「銃を持っていたら、彼を撃ち殺していたかもしれないね」と、苦笑いで苦言を呈していた。